# 希金斯鎮區 (密歇根州)
希金斯鎮區（英語：Higgins Township）是位於美國密歇根州羅斯康芒縣的一個行政鎮區。

## 地方資料
希金斯鎮區的面積為189.80平方千米，當中陸地面積為182.20平方千米，而水域面積為7.60平方千米。根據2020年美國人口普查的數據，當地共有人口1864人，而人口密度為每平方千米9.82人。